# HMS Vanguard (1787)
Pour les autres navires du même nom, voir HMS Vanguard.
Le HMS Vanguard est un vaisseau de ligne de la classe Arrogant de la Royal Navy, armé de 74 canons.
Lancé au chantier naval de Deptford en 1787, il est le navire amiral de Horatio Nelson lors de sa campagne de Méditerranée 1797 - 1799, notamment à la bataille d'Aboukir en 1798 où il est endommagé. C'est à son bord que la famille royale de Naples est évacuée par Nelson vers Palerme lors de l'arrivée des troupes françaises du général Soult en décembre 1798. En 1801 il est intégré à l'escadre de la Baltique, puis il participe à la campagne dans les Antilles autour de la Jamaïque et autour de Saint-Domingue en 1803. Transformé en ponton (prison flottante) en 1812, il est démoli en 1821.

## Conception et construction
Le Vanguard est le dixième des douze vaisseaux de la classe Arrogant. Commandé le 9 décembre 1779, il est construit à partir du 16 octobre 1782 au chantier naval de Deptford et lancé le 6 mars 1787. Long de 168 pieds (soit environ 51 m), large de 46 pieds et 9 pouces (soit environ 14,25 m) et d'un tirant d'eau de 19 pieds et 9 pouces (soit environ 6,02 m), il déplace 1 610 tons.
Le pont-batterie principal est armé avec 28 canons de 32 livres et le pont-batterie supérieur avec 28 canons de 18 livres. Le navire embarque de plus 14 canons de 9 livres sur ses bastingages et 4 canons de 9 livres sur son gaillard d'avant. L'ensemble totalise 74 canons et une bordée de 1 562 livres.

## Campagne en Méditerranée
En janvier 1798, alors à Chatham, le Vanguard devient le navire amiral d'Horatio Nelson, et passe sous les ordres du capitaine Edward Berry. Après avoir relâché à Spithead le 8 avril, il appareille pour la mer Méditerranée le 10.
Après 13 jours de navigation, le vaisseau atteint Lisbonne puis rejoint la flotte de l’amiral Jervis au large de Cadix. Celui-ci confie alors à Nelson une division composée des vaisseaux Vanguard, Orion et Alexander, des frégates Caroline, Emerald et Terpsichore, de la corvette Bonne Citoyenne et du brick Flora avec pour mission de surveiller la flotte française de Toulon. Passant le 11 mai 1798 à Gibraltar, l'escadron atteint le cap Sicié le 17 mai et y capture une polacre française, la Pierre, dont l'interrogatoire de l'équipage convainc Nelson de l'imminence de l'appareillage de la flotte française de Méditerranée et de l'importance de l'expédition qui se prépare. Partie en chasse de trois frégates, la division rencontre et capture un brick français au matin du 20 mai puis revient s'ancrer au large du cap Sicié, embusquée sur le passage probable de la flotte ennemie. Au soir, une violente tempête se déclare. Le Vanguard, démâté, est poussé vers le rivage de la Sardaigne mais parvient à s'en écarter grâce à son seul mat restant, le mât de beaupré et à l'aide des autres navires de la division. Désemparé, le vaisseau est finalement pris en remorque par l'Alexander après que Nelson a songé à le faire évacuer et conduit à l'abri dans une anse de l'île de San Pietro au soir du 23 mai.
Après que les charpentiers du vaisseau, aidés de ceux de l'Alexander, ont procédé au remplacement de la mâture du Vanguard, celui-ci reprend la mer le 27 et se dirige vers Barcelone, après avoir croisé devant Toulon, que la flotte française a déjà quitté. Nelson retrouve au large de la Catalogne un important renfort que lui a confié l'amiral Jervis avec pour mission de retrouver la flotte française et de la détruire. C'est à la tête de 15 vaisseaux que le Vanguard se lance à la poursuite de la flotte de l'amiral Brueys et atteint Naples le 17 juin. Respectueux de leur traité de neutralité signé avec la république française, les Napolitains refusent de ravitailler ou de renseigner les Anglais qui appareillent le 20 juin et atteignent le 26 juin 1798 les côtes d'Égypte, devant Alexandrie, sans trouver trace de la flotte française.

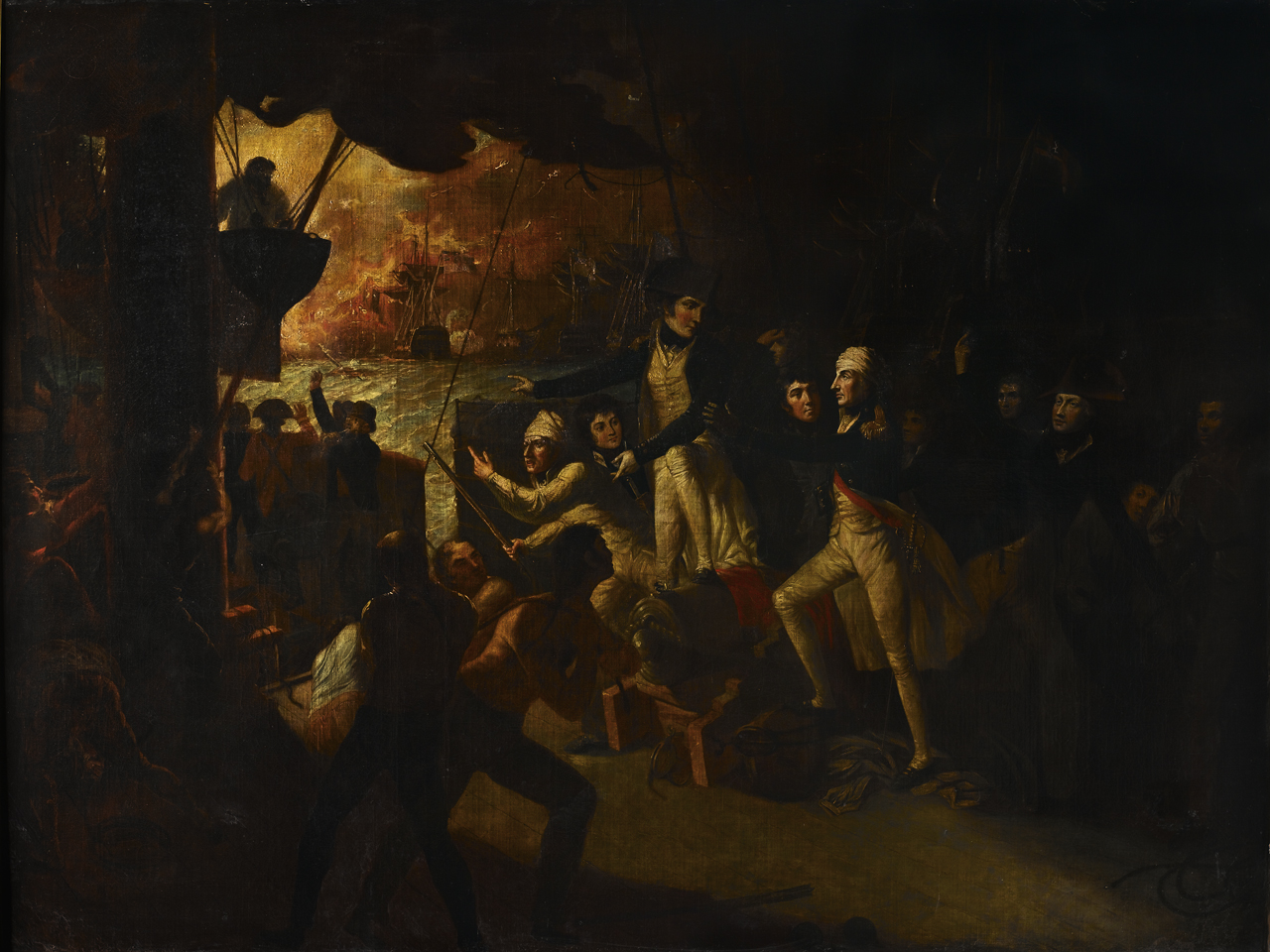
Nelson sur le pont du HMS Vanguard lors de la bataille d'Aboukir.

Tout au long du mois de juillet, Nelson et son escadre parcourent la méditerranées orientale à la recherche de la flotte de Brueys, mais en vain. Après avoir obtenu, à la suite de longues négociations, l'autorisation de ravitailler à Syracuse, Nelson repart de Sicile le 23 juillet 1798 en direction des côtes égyptiennes. Le 31 juillet, il apprend que la flotte française se trouve en Égypte. Le 1er août en début d'après-midi, la flotte française est repérée en rade d'Aboukir et Nelson fait monter au mat du Vanguard le signal de formation de la ligne de bataille.
Conformément au plan de Nelson, la flotte anglaise se scinde en deux colonnes. Le Vanguard suit les HMS Defence et Minotaur et remonte la ligne française à tribord. Le vaisseau s'arrête à hauteur du 74 canons français Spartiate, pris en écharpe à bâbord par le HMS Theseus. La bataille se déroule de manière particulièrement meurtrière et, assez rapidement, l'avant-garde française est réduite à l'état de ponton. Le Spartiate est capturé par un détachement de Marines venu du Vanguard, tandis que l'équipage britannique participe au sauvetage des marins français tombés à la mer.
La bataille  a couté à l'équipage du Vanguard 30 morts et 76 blessés dont Nelson lui-même, atteint d'un éclat au front. Le vaisseau lui-même est sérieusement endommagé. Le 19 août 1798, plusieurs jours après le reste de l'escadre, les HMS Vanguard, Alexander et Culloden, accompagnés de la frégate Bonne Citoyenne quittent les côtes égyptiennes en direction de Naples. Après avoir franchi le détroit de Messine le 14 septembre, la division affronte une tempête le 15 qui fait démâter le Vanguard qui doit être pris en remorque par le Thalia.

## Bataille de Copenhague

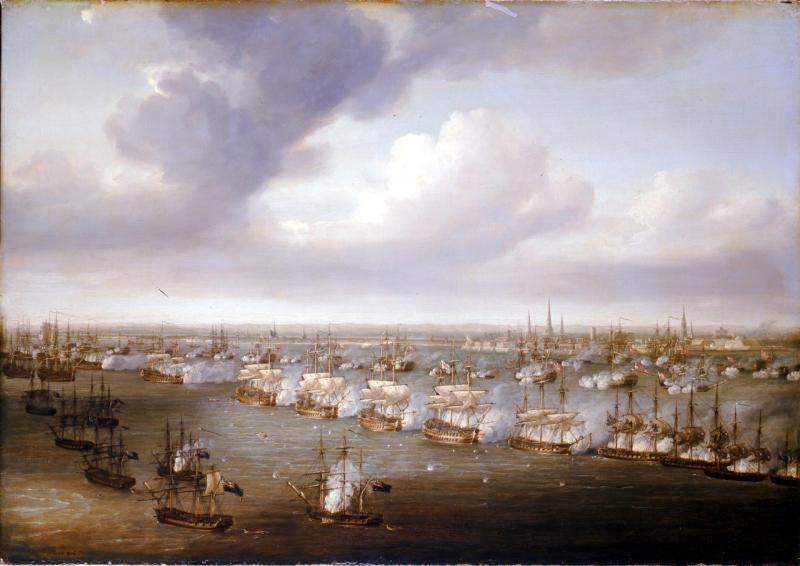
Tableau de la bataille de Copenhague par Nicolas Pocock.